# Idiops rubrolimbatus
Espèce
Idiops rubrolimbatus est une espèce d'araignées mygalomorphes de la famille des Idiopidae.

## Distribution
Cette espèce est endémique du Maharashtra en Inde,.

## Description
Le mâle holotype mesure 10,88 mm et la femelle paratype 14,16 mm.

## Publication originale
- Mirza & Sanap, 2012 : A new species of the genus Idiops and notes on Idiops bombayensis Siliwal et al. 2005 (Araneae: Idiopidae) from northern Western Ghats of Maharastra, India. Journal of Arachnology, vol. 40, p. 85-95 (texte intégral).